# Ком
Вижте пояснителната страница за други значения на Ком.
 Тази статия е за върха.  За планината в Черна гора вижте Комова планина.  
Ком е най-високият връх на Берковска планина, дял от западната Стара планина, България, висок е 2015,8 метра.

## Местоположение
Намира се южно от град Берковица. С разположените източно от него по-ниски върхове Среден и Малък Ком формират рид с приблизително разположение запад-изток, заоблено тревисто било, стръмен каменист северен склон и полегат тревист южен склон. Най-внушителната гледка е на север от върха – виждат се Берковица, Берковското поле и отдалечените на 30 километра Монтана и язовир Огоста.

## Име
Връх Ком е известен още като Голям Ком.

## Туризъм
- Връх Ком е и сред Стоте национални туристически обекта на Българския туристически съюз. Печат има в хижа „Ком-нова“.

### Маршрути
- От връх Ком е началото на маршрута „Ком - Емине“ – българската отсечка на европейския туристически маршрут Е-3.

Изходни пунктове
- хижа Ком – разположена на 15 км от Берковица по северния склон на връх Малък Ком. От хижата до върха (около 2 часа) води пътека колове зимна маркировка, минава през седловината между върховете Малък Ком и Среден Ком и тръгва западно по полегатото комско било към Ком.
  - От Берковица до изходната точка – хижа Ком, се стига по асфалтов път с дължина 15 километра, 3:30 часа пеша по маркирана пътека.

- Петрохански проход. От прохода към върха (3:30 часа) води червена маркировка, част от маршрута Ком-Емине. Първоначално се минава по пътя от Петрохан за хижа Ком, през букова гора и ливади. На източния склон на Малък Ком пътеката се отклонява от пътя, заобикаля върха от юг и се включва към пътеката по комското било.
- село Комщица. От селото до върха (3:00 часа) водят коларски пътища в посока североизток и достигат до южния склон на Ком. Оттам качването на върха може да стане от юг без пътеки през рядка покривка от хвойна.
- село Гинци. От селото до върха (3:00 часа) първоначално се тръгва на северозапад по чакълен път в посока хижа Малина, северно от местността Етрополе. При хижата се поема на север по коларски път и се достигат отново южните тревисти склонове на комския рид.

## Любопитно
- Внушителната гледка от върха е вдъхновила писателя Иван Вазов за написването на стихотворението „На Ком“. В негова чест в близост до котата при върха е поставена каменна плоча с барелеф на писателя и стихове от „На Ком“.
- От връх Ком започва ежегодното off road състезание „Ком – Емине“.
- На Ком е наречена улица в квартал „Орландовци“ в София (Карта).